# Bahnhof Tannheim (Württ)
Der Bahnhof Tannheim (Württ) ist ein Bahnhof auf der Gemarkung der Gemeinde Tannheim im Landkreis Biberach in Oberschwaben. Das 1889 von den Königlich Württembergischen Staats-Eisenbahnen (K.W.St.E.) in der Form eines württembergischen Einheitsbahnhofes errichtete Empfangsgebäude ist erhalten.

## Beschreibung

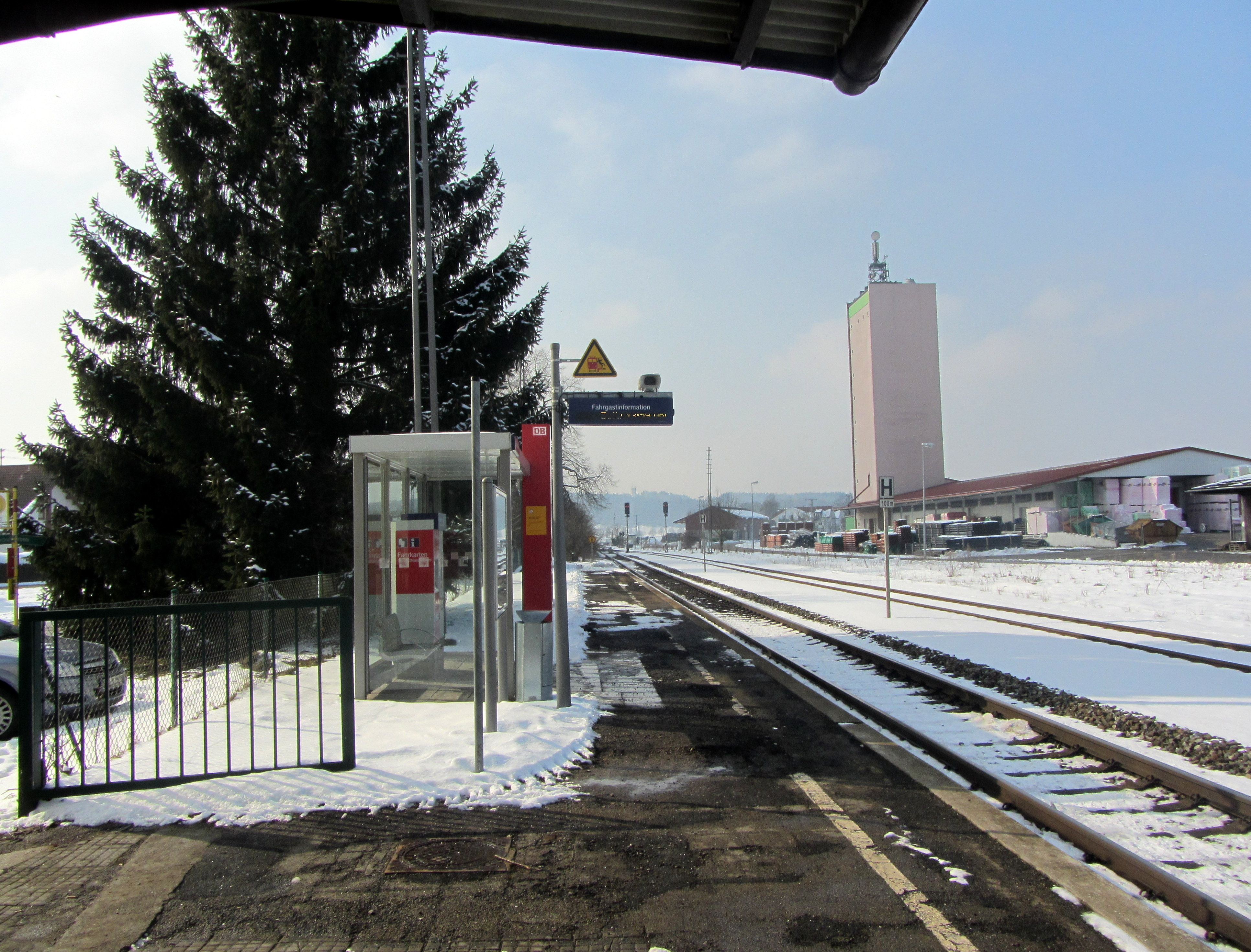
Bahnsteig, Blickrichtung Leutkirch (2013)

Der Bahnhof liegt an der Bahnstrecke Leutkirch–Memmingen und verfügt über zwei Gleise. Gleis 1 liegt direkt am Empfangsgebäude und verfügt über einen Hausbahnsteig, an welchem die Züge in beide Richtungen abfahren. Gleis 2 gegenüber ist hingegen bahnsteiglos.
Die Deutsche Bahn war bis 2012 der Eigentümer der circa dreitausend Quadratmeter großen Liegenschaft. Sie unterhält neben dem alten Empfangsgebäude den Bahnsteig, den Fahrscheinautomaten, eine kleine Schautafel und einen provisorischen Unterstand in Form einer Überdachung für die Fahrgäste. Zur Betriebszeit des Empfangsgebäudes befanden sich im Untergeschoss Diensträume und ein Warteraum, im Obergeschoss die Wohnung des Stationsvorstehers und im Dachgeschoss die Wohnung für den Weichenwärter.
Die Weichen und Signale des Bahnhofs werden seit 1975 durch ein Spurplandrucktastenstellwerk der Bauart Sp Dr L30 von Lorenz gestellt, das die Bezeichnung Tf trägt. Das Stellwerk befindet sich im Stellwerksvorbau des Empfangsgebäudes und wird seit 1993 von Leutkirch aus ferngesteuert.

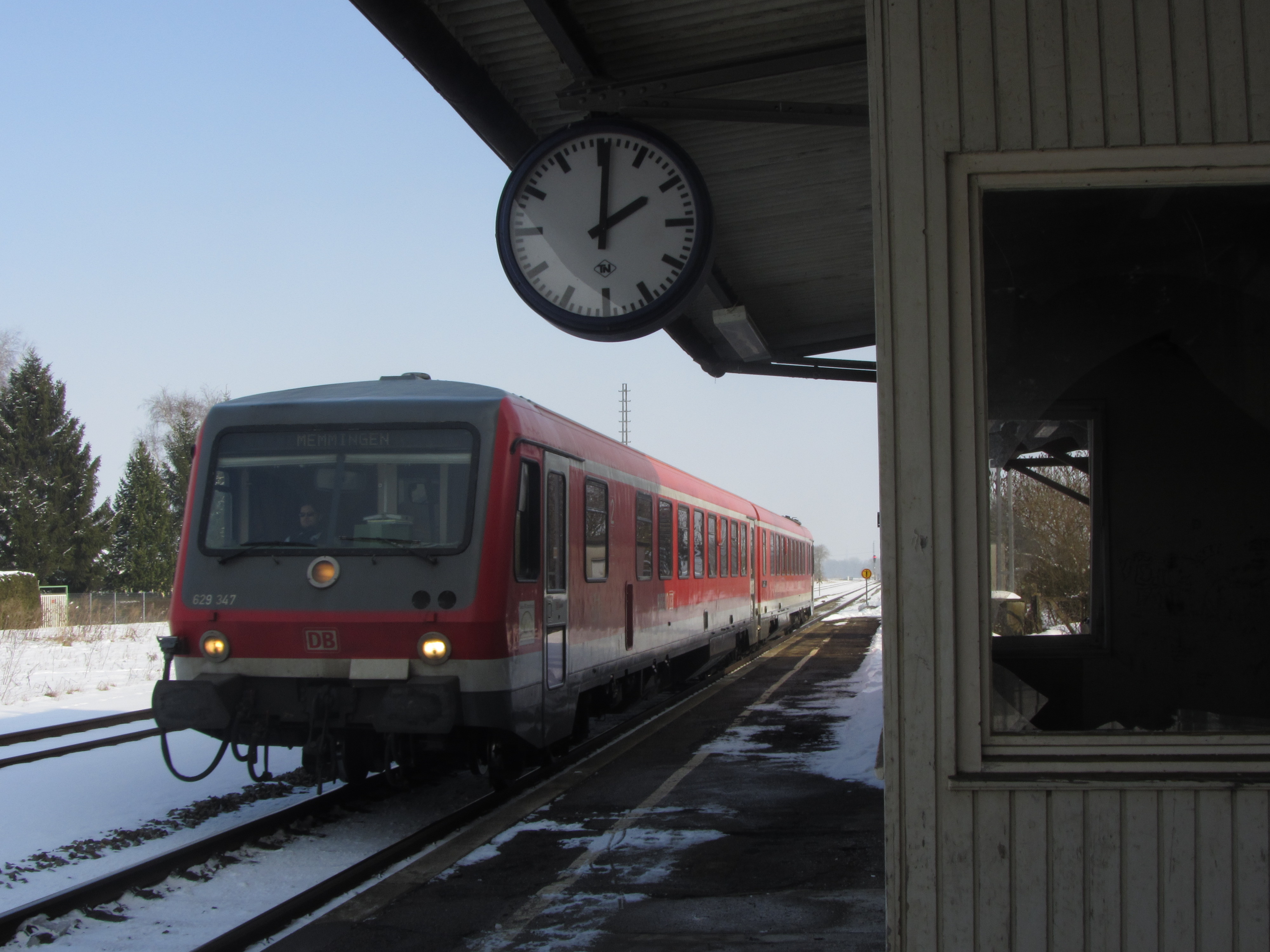
Bahnhof Tannheim (Württ), 2013

Der Güterschuppen war für den Bahnbetrieb funktionslos und stand leer. Die dazugehörige gegenüberliegende ehemalige Bahnhofsrestauration wurde schon in der Mitte des letzten Jahrhunderts von der Deutschen Bundesbahn an privat veräußert.
Im Rahmen der Planungen zur Elektrifizierung der Bahnstrecke zu Beginn des 21. Jahrhunderts wurde erwogen, den Tannheimer Bogen stillzulegen und die Strecke zu begradigen. Dabei wäre auch der Bahnhof Tannheim geschlossen worden. Dies wurde jedoch verworfen.
Der dritte Entwurf des Deutschlandtakts sieht vor, das Überholgleis zu verlängern und für den Güterverkehr nutzbar zu machen. Dafür sind, zum Preisstand von 2015, Investitionen von 10 Millionen Euro vorgesehen.

## Betrieb

### Personenverkehr
| Zuggattung               | Strecke                                                                                    | Taktfrequenz      |
| ------------------------ | ------------------------------------------------------------------------------------------ | ----------------- |
| RE 96                    | München Hbf – Buchloe – Memmingen – Tannheim (Württ) – Leutkirch – Kißlegg – Lindau-Reutin | Zwei-Stunden-Takt |
| RB 92                    | Memmingen – Tannheim (Württ) – Leutkirch – Kißlegg – Lindau-Insel                          | Zwei-Stunden-Takt |
| Stand: 15. Dezember 2024 |                                                                                            |                   |

### Güterverkehr
In den Jahren 1958 bis 1995 wurden täglich 200 Tonnen Erdöl im Erdölfeld Mönchsrot in Rot an der Rot gefördert und mittels einer Pipeline zum Bahnhof Tannheim (Württ) gepumpt. Dort wurde das Öl auf Kesselwagen verladen und zu einer Raffinerie der Firma Wintershall nach Hannover transportiert.
In der Sommersaison verkehren Kieszüge, außerdem wird das Shell-Großtanklager in Aichstetten-Altmannshofen, das zur strategischen Ölreserve der Bundesrepublik Deutschland gehört, bedient. Die BayWa unterhielt ein eigenes Anschlussgleis für ihren Güterumschlag gegenüber dem Bahnhof.